# Lê Chiêu Thống
Chieu Tong (volledige naam: Le Duy Ky) was keizer van Vietnam van augustus 1786 tot 30 januari 1789. Hij was de opvolger van Canh Hung.
Hij voerde zijn regeernaam (nien hieu) Chieu Tong van 18 februari 1787 tot 1789, volgens sommige bronnen tot de komst van Gia Long in 1802 (De periode waarin de regeernaam wordt gevoerd komt niet noodzakelijk overeen met de regeerperiode).
Na zijn overlijden was zijn naam (dang ton hieu) Man Hoang De. Er was geen nieuwe heerser uit de Le dynastie. De regeerperiode overlapte die van Thai Duc.